# Período Nanbokuchō

Capitales de las Cortes durante la era Nanobukchō (Kioto al Norte, Yoshino al Sur).

El período Nanbokuchō (南北朝時代 Nanbokuchō-jidai?, conocido también como la era de las Cortes del Norte y del Sur) es un período de la historia de Japón, que abarcó desde 1336 hasta 1392, en los primeros años del Período Muromachi.
En este período, estuvieron en conflicto dos Cortes Imperiales, el del Norte, establecido por Ashikaga Takauji en Kioto, y la del Sur, establecido por el Emperador Go-Daigo en Yoshino.
Durante el conflicto, la Corte del Sur trató de ocupar la capital de la Corte del Norte en varias ocasiones durante un período de 50 años, no obstante este objetivo causó un desgaste rápido de las fuerzas del sur sobre las fuerzas del norte, que estaban respaldados por el shogunato Ashikaga.
Finalmente, en 1392, el Emperador Go-Kameyama de la Corte del Sur, buscó la reconciliación de las partes y decidió abdicar a favor del Emperador Go-Komatsu de la Corte del Norte. Tras esta reunificación, los emperadores de la Corte del Norte se perpetuaron en el poder y deslegitimaron a los emperadores de la Corte del Sur que habían gobernado; no obstante, en 1911 se decidió reconocer a los emperadores del sur como legítimos y a los emperadores del norte como pretendientes, por el hecho que los emperadores del sur poseían los tesoros sagrados durante este conflicto.

## Emperadores de la Corte del Sur (legítimos)
- Emperador Go-Daigo (1318 – 1339)
- Emperador Go-Murakami (1339 – 1368)
- Emperador Chōkei (1368 – 1383)
- Emperador Go-Kameyama (1383 – 1392)

## Emperadores de la Corte del Norte (pretendientes)
- Emperador Kōgon (1331 – 1333)
- Interregno (1333 – 1336)
- Emperador Kōmyō (1336 – 1348)
- Emperador Sukō (1348 – 1351)
- Interregno (1351 – 1352)
- Emperador Go-Kōgon (1352 – 1371)
- Emperador Go-En'yū (1371 – 1382)
- Emperador Go-Komatsu (1382 – 1412, legítimo desde 1392)